# بانج تسز كين
بانج تسز كين (بالصينية: 彭梓鍵) هو لاعب كرة قدم صيني في مركز حراسة المرمى، ولد في 16 ديسمبر 1986 في هونغ كونغ في الصين. لعب مع نادي لي مان.

## وصلات خارجية
- بانج تسز كين على موقع قاعدة بيانات كرة القدم.إي يو (الإنجليزية)
- بانج تسز كين على موقع Soccerway.com (الإنجليزية)